# Serjania erecta
Serjania erecta är en kinesträdsväxtart som beskrevs av Ludwig Radlkofer. Serjania erecta ingår i släktet Serjania och familjen kinesträdsväxter. Inga underarter finns listade i Catalogue of Life.